# Heinrich Rose
Heinrich Rose (n. 6 august 1795, Berlin, Regatul Prusiei – d. 27 ianuarie 1864, Berlin, Regatul Prusiei) a fost un mineralog și chimist analist german. El a fost fratele mineralogului Gustav Rose⁠(d) și fiul lui Valentin Rose⁠(d).
Lucrările inițiale ale lui Rose în domeniul fosforescenței au fost remarcate în Quarterly Journal of Science în 1821, și pe baza puterii acestelor lucrări, el a fost ales privatdozent la Universitatea din Berlin, din 1822, apoi profesor de la 1832. În 1846, a redescoperit elementul chimic niobiu, dovedind în mod concludent că acesta era diferit de tantal. Aceasta a fost o confirmare a descoperirii niobiului în 1801 de către Charles Hatchett în minereul de columbit⁠(d). Hatchett numise noul element „columbiu”, după minereul în care coexistă niobiul și tantalul. Elementului i s-a atribuit în cele din urmă numele de niobiu, de către IUPAC în 1950, după Niobe⁠(d), fiica lui Tantal în mitologia greacă. În 1845, Rose a publicat descoperirea unui nou element, pelopiu, pe care l-a găsit în mineralul tantalit⁠(d). După cercetări ulterioare, s-a constatat că acest pelopiu este de fapt un amestec de tantal și niobiu.
În 1830, a fost ales membru străin al Academiei Regale Suedeze de Științe.